# Gustave Buchard
Gustave Buchard (n. 17 februarie 1890, Le Havre, Franța – d. 18 februarie 1977, Barentin, Haute-Normandie, Franța) a fost un scrimer francez, medaliat olimpic. A participat la o ediție a Jocurilor Olimpice (1920) în care a câștigat două medalii de bronz.